# عبد العزيز الأحمد
عبد العزيز الأحمد أكاديمي، وقاريء من قارئي القرآن الكريم، ومن أئمة المساجد في المملكة العربية السعودية، ومنشد، اسمه عبد العزيز بن عبد الله بن محمد الأحمد، من مواليد بريدة عام 1387 هـ الموافق 1967، بدأ الأحمد دراسته في المعهد العلمي ببريدة، ثم حصل على إجازة في علم النفس من جامعة الإمام محمد بن سعود الإسلامية عام 1410 هـ، درس عبد العزيز الأحمد القرآن الكريم وحفظه بالإضافة إلى العلوم الإسلامية  على يد سليمان الغفيص وعبد العزيز الحربي وعبد الله البسامة ويحيى اليحيى وصالح المنصور.
اشتغل الأحمد كمساعد في كلية الشريعة جامعة الإمام محمد بن سعود الإسلامية عام 1411 هـ، ثم كمحاضر في نفس الكلية عام 1417 هـ، ثم التحاق بجامعة القصيم كأستاذ مساعد عام 1423 هـ، وقد سبق للأحمد أن كان إماما في عدد من المساجد منها جامع الراشد وجامع بن صبيح في القصيم وجامع البديوي بمكة المكرمة، وله ثلاثة أنواع من المصاحف: وهي المصحف المرتل كاملا، ومصحف التراويح والقيام كاملا، والمصحف المفسر الصوتي إلا أن هذا الأخير لم يصدر بعد.

## وصلات خارجية
- مصحف الشيخ عبد العزيز الأحمد في موقع تلفزيون القران
- مصحف الشيخ عبد العزيز الأحمد في موقع السبيل
- مصحف الشيخ عبد العزيز الأحمد في موقع إسلام ويب